# Robert Brown
Robert Brown, FRS, škotski botanik, paleobotanik in biolog, * 21. december 1773, Montrose, Škotska, † 10. junij 1858, London, Anglija.
Brown je prvi proučeval gibanje molekul v kapljevinah in plinih. Z mikroskopom je opazoval gibanje drobnih zrnc cvetnega prahu v vodi. Ugotovil je, da se zrnca neurejeno gibljejo sem ter tja. Eistein je skoraj 100 let pozneje ta pojav razložil kot trke vodnih molekul z zrnci. Tako gibanje delcev se po Brownu imenuje Brownovo gibanje.